# Cyphostemma serpens
Cyphostemma serpens är en vinväxtart. Cyphostemma serpens ingår i släktet Cyphostemma och familjen vinväxter.

## Underarter
Arten delas in i följande underarter:
- C. s. conradsii
- C. s. serpens